# Nelson Sanhueza
Nelson Humberto Sanhueza Graavendaal (Santiago, 1 de mayo de 1952) es un exfutbolista y entrenador chileno. Jugó como profesional en la posición de defensa en clubes de Chile y México.

## Trayectoria
Inició su carrera en las divisiones inferiores de la Universidad Católica a los 17 años, cuadro en el que debutó como profesional en 1973. 
En 1977 emigra al fútbol mexicano al club Monterrey, donde es recordado por anotar el gol número mil en la historia de los Rayados. En 1982 pasa al Club Puebla donde se corona campeón de la temporada 1982-83.
En México juega además en los clubes Atlético Potosino y en los Correcaminos de la Universidad Autónoma de Tamaulipas.
Luego como Director Técnico dirigió a Toros Neza en 2000, Correcaminos UAT en 2004 y 2010, y Jabatos de Nuevo León en 2019.
Defendió a la Selección de fútbol de Chile en dos ocasiones en el año 1976.

## Actividades Públicas
Se encuentra dentro de los participantes en el destacado Acto de Chacarillas en 1977, simbólico encuentro organizado por el Frente Juvenil de Unidad Nacional para celebrar el día de la juventud en la cima del Cerro Chacarillas de Santiago, en el cual el general Augusto Pinochet, pronunció un discurso con los lineamientos de la nueva institucionalidad que regiría el Estado en los siguientes años. Este acto era un homenaje al dictador y a su política represiva.

## Clubes
| Club                   | País   | Año       |
| ---------------------- | ------ | --------- |
| Universidad Católica   | Chile  | 1973-1977 |
| Monterrey              | México | 1977-1979 |
| Universidad Católica   | Chile  | 1979-1980 |
| Atlético Potosino      | México | 1980-1982 |
| Puebla Fútbol Club     | México | 1982-1985 |
| Atlético Potosino      | México | 1985-1987 |
| Correcaminos de la UAT | México | 1987-1988 |